# Trichopterigia rubripuncta
Trichopterigia rubripuncta là một loài bướm đêm trong họ Geometridae.